# Acrylaatlijm
Acrylaatlijm is een lijm die bestaat uit esters van acrylzuur. 
De lijmverbinding komt tot stand door een polymerisatie van de esters. 
No-mix-acrylaatlijm. No-mix (eng;  not mixed) acrylaatlijm is een lijm waarvan de componenten afzonderlijk op de substraten worden aangebracht. Nadat de substraten met daarop de betreffende lijmcomponemt met elkaar in contact worden gebracht, vindt de reactie plaats.
Toepassingsgebieden zijn:
- Constructielijm
- Dubbelzijdig klevende tape
- Acrylkit